# 沿河城西站
沿河城西站是丰沙铁路上的一个小火车站。该站位于北京市门头沟区斋堂镇沿河城村境内，距离北京站79公里，沙城站42公里。沿河城西站建于1972年，为下行车站。